# Bump (TV-serie)
Bump är en australisk dramaserie från 2021 vars första säsong består av 10 avsnitt. Serien är skapad av Claudia Karvan och Kelsey Munro, och hade premiär på streamingtjänsten Stan den 1 januari 2021. Säsong två hade premiär den 26 december 2021 och säsong tre hade premiär den 26 december 2022. Även dessa bestod av 10 avsnitt vardera. Serien är producerad av Roadshow Rough Diamond. Serien kommer att svensk premiär på TV4 den 3 maj 2023.

## Handling
Handlingen utspelar sig i och runt en gymnasieskola i Inner West i Sydney. Den kretsar kring Olympia kallad för Oly som är en ambitiös tonårstjej som plötsligt får en bebis och de komplikationer som uppstår för två familjer i och med detta.

## Roller i urval
- Claudia Karvan – Angie Davis
- Nathalie Morris – Olympia 'Oly' Davis-Chalmers
- Carlos Sanson Jnr – Santiago 'Santi' Hernández
- Angus Sampson – Dom Chalmers